# Leucania clarescens
Leucania clarescens là một loài bướm đêm trong họ Noctuidae.